# Crenigomphus denticulatus
Crenigomphus denticulatus är en trollsländeart. Crenigomphus denticulatus ingår i släktet Crenigomphus och familjen flodtrollsländor. IUCN kategoriserar arten globalt som sårbar.

## Underarter
Arten delas in i följande underarter:
- C. d. denticulatus
- C. d. occidentalis